# André Jamme
Pour les articles homonymes, voir Jamme.
André Jamme (26 mars 1917 à Bordeaux-17 juillet 1983 à Rosny-sous-Bois), alias Castor, alias Faucille.
Instructeur de sabotage du Bureau central de renseignements et d'action (BCRA) pendant la Seconde Guerre mondiale.
Il interviendra dans la région 4 (Toulouse).

## Décorations
- Chevalier de la Légion d'honneur
- Compagnon de la Libération par décret du 20 novembre 1944[3]
- Croix de guerre 1939–1945
- King's Medal for Courage in the Cause of Freedom (GB)